# Eleanor Glynn
Eleanor Mary Anne Glynn (née le 28 mars 1986) est une mannequin anglaise et une reine de beauté. Elle a gagné le titre de Miss SIXTV Oxfordshire en 2003, le titre de Miss Oxfordshire en 2006 et le titre de Miss Angleterre 2006/7 le 14 juillet 2006. Plus tard, elle a représenté l'Angleterre au concours Miss Monde 2006 en Pologne, puis au concours Miss Europe 2006, en Ukraine.

## Biographie
Glynn a commencé à apprendre le piano dans l'Oxfordshire et a participé au concours d'écriture de musique The Virtuoso, qui se tenait à Reading, en 2004. Glynn faisait partie du concours Miss Monde 2006, où elle a chanté "Since U Been Gone", qui se tenait à Wrocklaw (Vratislavie). Cela a été suivi par une représentation au City of Music.
Glynn a pris part au tournage de deux clips musicaux, le premier était pour "Curvy Cola Bottle Body Baby" de Chico (qui a été filmé à Pinewood) et le second pour "All Over Night" de Zak Knight (produit et dirigé par la compagnie Pixelloft).
En 2007, Glynn a enregistré une chanson de Coupe du Monde de Rugby avec un groupe appelé 'The Miss England Girls', appelée "Come on England (Time for Glory)", elle a été enregistrée et publiée avec ShaileRyde.

## Carrière de concours de beauté
Glynn a gagné le Miss SIXTV Owfordshire en 2003, et participé au concours Miss Angleterre de 2004, qui s'est tenu à Londres.Elle a également gagné Miss Oxfordshire en 2005 et participé au concours Miss Angleterre de 2006 à Leicester, qu'elle a gagné. Ensuite, elle a participé au concours Miss Monde 2006, en Pologne, et a représenté l'Angleterre au concours Miss Europe 2006, en Ukraine.

### Mannequinat
Au cours de son année en tant que Miss Angleterre, Glynn a fait les titres locaux et nationaux après avoir fait campagne pour bannir les mannequins « taille zéro » de la Fashion Week de Londres, et a eu une diffusion et une séance photo dans HELLO!.